# Сериков, Евгений Витальевич
Евгений Витальевич Сериков (укр. Євген Віталійович Сєріков; род. 11 сентября 1977) — украинский футболист, полузащитник. Выступал за симферопольскую «Таврию», в составе которой провёл свой единственный матч за профессиональную карьеру.

## Биография
12 мая 1995 года провёл свой единственный матч в чемпионате Украины, играя за симферопольскую «Таврию» в выездном поединке против тернопольской «Нивы» (2:0). Сериков вышел вначале второго тайма вместо Андрея Смирнова.

## Статистика
| Сезон   | Клуб   | Лига                | Чемпионат | Чемпионат |
| Сезон   | Клуб   | Лига                | Игры      | Голы      |
| ------- | ------ | ------------------- | --------- | --------- |
| 1994/95 | Таврия | Высшая лига Украины | 1         | 0         |